# Мавзолей Аякхамыр
Мавзолей (кумбез) Аякхамыр (Аяккамыра) (каз. Аяққамыр күмбезі) — мавзолей, расположенный в Улытауском районе Улытауской области в 9 км к северо-западу от села Жезды, на левом берегу реки Жезды, памятник архитектуры огуз-кипчакского периода (XI—XII века). Мавзолей был впервые описан в середине XIX века Ч. Ч. Валихановым и академиком А. И. Шренком. Согласно данному описанию предположительно мавзолей назван именем хана Камыра, однако в истории это имя неизвестно. В 1982 году мавзолей Аякхамыр был включен в список памятников истории и культуры Казахской ССР республиканского значения и взят под охрану государства.

## Архитектура
Мавзолей принадлежит к портально-купольному типу надгробных сооружений. Общий размер 8,10×9,84 м, высота каменного фундамента 1 м. Мавзолей был сильно разрушен, к концу XX века сохранились только входные ворота и четыре стены с полустёртыми узорами в виде полумесяца. В строительстве был использован жжёный кирпич размерами 26×26×5 см и 28×28×5 см.
В центре главного фасада, обработанного как монументальный портал, размещена глубокая ниша, перекрытая стройной клинчато-стрельчатой аркой, обрамлённой несколько углублённой П-образной полосой. За аркой расположена дверь прямоугольной формы, размеры которой 1,9×1,15 м. Фасад мавзолея украшен слегка выступающими колоннами и характерным для стиля того времени орнаментом. Боковые участки стены портала, примыкающие к рамке ниши, вертикально расчленены лопатками и углубленными полосами, предназначенных для установки орнаментированных терракотовых плит, фрагменты которых были обнаружены в завалах возле мавзолея.